# Ignacy Szyszyłowicz
Ignacy Michał Szyszyłowicz herbu Bończa, ps. Ig. Szy., Ign. Szy. (ur. 30 lipca 1857 w Granicy, zm. 17 lutego 1910 we Lwowie) – polski botanik, profesor Akademii Rolniczej w Dublanach i Uniwersytetu Lwowskiego.

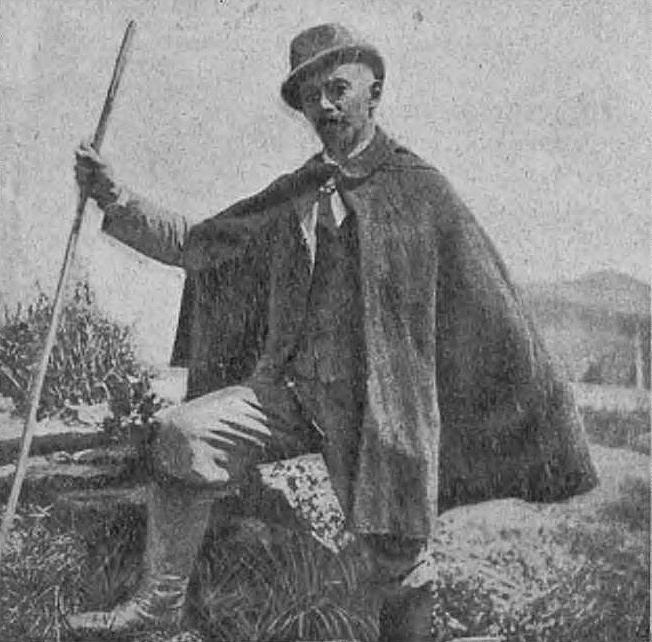
Ignacy Szyszyłowicz (przed 1901)

## Życiorys
Urodził się w rodzinie urzędniczej, syn tłumacza komory celnej w Granicy Józefa i Michaliny z Bielawskich (1840–1911). Ukończył Gimnazjum św. Anny w Krakowie, gdzie zdał maturę w 1875. Studiował na wydziale lekarskim (1875–1877) a następnie chemię i botanikę na wydziale filozoficznym (1877–1879) Uniwersytetu Jagiellońskiego. Po ukończeniu studiów pracował w latach 1879–1883 jako asystent przy katedrze anatomii i fizjologii roślin UJ pod kierunkiem prof. Józefa Rostafińskiego. W tym okresie opracował zbiory Komisji Fizjograficznej Akademii Umiejętności oraz opublikował wskazówki do nauki botaniki. Uczestniczył także w zjazdach lekarzy i przyrodników m.in. w Krakowie (1880) i Pradze (1882). Od 1880 członek Komisji Fizjograficznej AU. W 1883 uzyskał stopień doktora na podstawie rozprawy O zbiornikach olejków lotnych w królestwie roślinnym. Jako botanik zajmował się głównie systematyką mszaków i roślin naczyniowych. Od 1878 prowadził badania nad florą Tatr. Potem Uzupełniał studia u Adolfa Englera na uniw. w Kolonii (1883–1884), gdzie zajmował się systematyką i geografią roślin oraz roślinami tropikalnymi. Następnie zdobywał praktyczne umiejętności tworzenia zielników, m.in. w  Berlinie, Hamburgu, Lipsku i Dreźnie. W tym czasie zapoznał się także z organizacją i funkcjonowaniem tamtejszych ogrodów botanicznych.
W latach 1885–1890 pracował w Muzeum Historii Naturalnej (Naturhistorische Museum) w Wiedniu. M.in. prowadził badania botaniczne w Czarnogórze i północnej Albanii (1886) a po otrzymaniu stypendium Fundacji Seweryna Gałęzowskiego badania nad systematyką roślin w Berlinie, Monachium i Strasburgu oraz Genewie, Paryżu i Londynie. W okresie pracy w wiedeńskim muzeum opracowywał zbiory roślin z południowej i północno-wschodniej Afryki, Peru a także Australii.
Po powrocie do kraju był w latach 1891–1898 profesorem botaniki oraz kierownikiem ogrodu botanicznego w Akademii Rolniczej w Dublanach. Kontynuował badania nad systematyką roślin. Był także współautorem wydawnictwa Die natürlichen Pflanzenfamilien wydanego w Lipsku w 1893. Habilitował się na uniwersytecie lwowskim z systematyki i morfologii roślin (1894). Od 1896 docent prywatny, a od 1909 profesor nadzwyczajny systematyki i morfologii roślin Wydziału Filozoficznego Uniwersytetu Lwowskiego. Wraz z innymi protestował przeciw utrakwizacji uniwersytetu w 1909. Członek wielu stowarzyszeń naukowych m.in. od 1889 Société Botanique de France, od 1893 Towarzystwa Badaczy Orientu w Wiedniu. Był także od 1899 członkiem zarządu Polskiego Towarzystwa Przyrodników im. Kopernika.
Reprezentował poglądy katolicko-narodowe i kandydował do Rady Państwa. Ożenił się z malarką i taterniczką Anną z Mizerskich (1870–1959). Mieli pięcioro dzieci, m.in. aktora i dziennikarza Mieczysława (1893 - po 1952), urzędnika Aleksandra (1890–1933) i handlowca Jerzego.
Zmarł z powodu zatrucia pokarmowego, po tym jak zjadł rybę w drodze powrotnej z Budapesztu do Lwowa. Pochowany na cmentarzu Łyczakowskim we Lwowie. W 1914 rodzina przeniosła jego szczątki do grobowca rodzinnego na cmentarzu Rakowickim w Krakowie (kw. 12).

## Prace
Ogółem ogłosił ok. 40 prac z zakresu systematyki, anatomii i fizjologii roślin. 
- Wskazówki dla uczących się botaniki, „Przegląd Akademicki” t. 1: 1880
- O zbiornikach olejków lotnych w królestwie roślinnym, Kraków 1882,
- Sprawozdanie z II Zjazdu Lekarzy i Przyrodników w Pradze, „Przegląd Literacki i Artystyczny” nr 7, 8, 1882
- Koralina jako odczynnik mikrochemiczny w histyjologii roślinnej, "Rozprawy i sprawozdania Akademii Umiejętności w Krakowie, Wydział matematyczno-przyrodniczy", tom 10, 1882, s. 511-512
- Hepaticae Tatrenses. O rozmieszczeniu wątrobowców w Tatrach, Kraków 1885,
- Zur Systematik der Tiliaceen. II, Lipsk 1885,
- Lipowate. Monografia rodzajów część 1-2, Kraków 1886
- Lipowate. Monografia rodzajów część 3, Kraków 1887
- Polypetalae thalamiflorae Rehmannianae : sive enumeratio Ranunculacearum ... a Cl. Dr. A. Rehmann annis 1875-1880 in Africa australi extratropica collectarum, Kraków 1887
- Une excursion botanique au Monténegro, w:„Bulletin de la Société botanique de France” t. 36: 1889
- Diagnoses plantarum novarum a Const. Jelski in Peruvia lectarum. Pt.i., Kraków 1894
- Pugillus plantarum novarum Americae centralis et meridionalis, Kraków 1894
- Sprawozdanie z działalności Stacji Botaniczno-Rolniczej od 1 X 1897do 1 X 1898, Lwów 1898
- Połoniny, Bukowina Touste, Sychołka, Hordje i Pereslip. Ich opis oraz projekt zagospodarowania, Lwów 1909.

Twórca i kierownik (1895–1910) Stacji Doświadczalnej Botaniczno-Rolniczej w Dublanach a od 1898 we Lwowie, podlegającej Wydziałowi Krajowemu. W latach 1898–1910 radca i referent ds. rolniczych Wydziału Krajowego. W latach 1896–1910 zastępca członka komisji egzaminacyjnej dla kandydatów na nauczycieli niższych szkół rolniczych. W kierowanej przezeń stacji prowadzono kontrolę materiału siewnego a także prowadzono badania klimatyczne i fitofenologiczne w celu poprawy stanu łąk i pastwisk. W związku z tym powstała jej filia na Połoninie Pożyżewskiej w Czarnohorze oraz stacje obserwacyjne przy szkołach rolniczych w Kobiernicach, Suchodole, Bereźnicy, Jagielnicy i Horodence. Od 1891 członek i działacz lwowskiego oddziału Galicyjskiego Towarzystwa Gospodarskiego. Członek Komitetu GTG (30 czerwca 1898 - 18 czerwca 1903, 15 czerwca 1907 - 24 czerwca 1910). Członek dyrekcji Banku Rolniczego we Lwowie (1901–1910). Był także współinicjatorem a potem działaczem powstałego w 1904 Klubu Rolniczego we Lwowie mającego na celu podniesienie nauki i stanu rolnictwa w Galicji. Współtwórca a potem członek dyrekcji Polskiego Tow. Emigracyjnego we Lwowie (1894).

## Upamiętnienie
Jego nazwisko zostało upamiętnione przez George Hansa Hieronymusa, Carla Ernsta Kuntzego, Carla Christiana Meza i Alexandra Zahlbrucknera w nazwach dwudziestu czterech gatunków roślin z rodzin: Asteraceae, Celastraceae, Compositae, Lauraceae oraz Loganiacaeae.